# Космический инфракрасный фон
Косми́ческий инфракра́сный фон (англ. cosmic infrared background, сокращённо КИФ) — инфракрасное излучение, вызванное межзвёздной пылью.

## История
Признание космологической значимости того факта, что ночное небо является тёмным (фотометрический парадокс Ольберса), и первые предположения о внегалактическом фоновом свете восходят к первой половине XIX века. Несмотря на важность этого вопроса, первые попытки получить информацию о видимом фоне, обусловленным галактиками, были предприняты только в 1950-60-х годах (в то время они основывались на интегрированном свете звёзд этих звёздных систем). В 1960-х годах поглощение звёздного света пылью уже было известно и учитывалось, однако без учёта переизлучения поглощённой энергии в инфракрасном диапазоне. В то время Джим Пиблз отметил, что во Вселенной, созданной Большим взрывом, должен присутствовать космический инфракрасный фон (отличный от космологического микроволнового фона), который необходимо учитывать в моделях образования и эволюции звёзд и галактик.
Чтобы обрести современную металличность, ранние галактики должны были бы светить значительно мощнее, чем сегодня. В ранних моделях космического инфракрасного фона поглощение звёздного света игнорировалось, поэтому в этих моделях КИФ достигал пика в диапазоне длин волн 1—10 мкм. Эти ранние модели уже давали верное предсказание, что КИФ, вероятно, является менее ярким, чем излучение более близких объектов, ввиду чего его детектирование затруднено. Позже обнаружение и наблюдение галактик с высокой инфракрасной светимостью в окрестностях Млечного Пути показали, что пик КИФ наиболее вероятен на более длинных волнах (около 50 мкм), и его полная мощность может составлять ~1—10 % от мощности реликтового излучения.
Как подчёркивает Мартин Харвит, космический инфракрасный фон очень важен для понимания некоторых специальных очень ярких в инфракрасном диапазоне астрономических объектов, таких как квазары или ультраяркие инфракрасные галактики. Он также отметил, что КИФ вызывает значительное ослабление потока очень высокоэнергетических электронов, протонов и гамма-излучения космических лучей за счёт обратного комптоновского рассеяния, фоторождения пионов и электрон-позитронных пар.
В начале 1980-х технические средства позволили установить только верхнюю границу на поток фотонов космического инфракрасного фона. Настоящие наблюдения КИФ начались с эпохи астрономических спутников, работающих в инфракрасном диапазоне, которая началась с запуска инфракрасной орбитальной обсерватории IRAS, а затем спутников COBE, ISO и космического телескопа «Спитцер». Дальнейшее изучение КИФ было продолжено космическим телескопом «Гершель», запущенным в 2009 году.
Благодаря исследованиям, проведённым при помощи космического телескопа «Спитцер», была выявлена анизотропия КИФ.
Краткое изложение истории исследований КИФ можно найти в работах М. Г. Хаузера и Э. Двека (2001) и А. Кашлинского (2005).

## Происхождение космического инфракрасного фона
Одним из наиболее важных вопросов о КИФ является источник его энергии. В ранних моделях КИФ был построен на претерпевших красное смещение спектрах галактик, находящихся в окрестностях Млечного Пути. Однако эти простые модели не могли воспроизвести наблюдаемые особенности КИФ. В барионном веществе Вселенной есть два источника большого количества энергии: термоядерный синтез и гравитация.
Ядерный синтез происходит внутри звёзд, и мы действительно можем увидеть этот свет, подвергшийся красному смещению: это основной источник космического ультрафиолетового и видимого фона. Однако значительную часть этого звёздного света невозможно наблюдать непосредственно. Пыль в галактиках, содержащих эти звёзды, может поглощать их свет и переизлучать его в инфракрасном диапазоне. Хотя большинство современных галактик содержат мало пыли (например, в эллиптических галактиках она практически отсутствует), даже вблизи от нас есть некоторые особенные звёздные системы, которые чрезвычайно ярки в инфракрасном диапазоне и в то же время слабы (часто почти невидимы) в оптическом диапазоне. Эти так называемые ультраяркие инфракрасные галактики претерпевают вспышку звездообразования, поскольку находятся в процессе взаимодействия с другой галактикой. Излучение видимого диапазона скрыто пылью, поэтому галактика является яркой в ИК свете. Столкновения и слияния галактик были более частыми в прошлом: глобальная скорость звездообразования во Вселенной достигала пика при значении красного смещения z = 1...2 и в 10—50 раз превышала среднее значение сегодня. Эти галактики в диапазоне красных смещений z = 1...2 и дают от 50 до 70 процентов полной яркости КИФ.
Другим важным компонентом КИФ является инфракрасное излучение квазаров. В этих системах большая часть гравитационной потенциальной энергии вещества, падающего в центральную сверхмассивную черную дыру, преобразуется в рентгеновские лучи, которые поглощаются пылевым тором аккреционного диска. Это поглощенное излучение переизлучается в инфракрасном диапазоне; оно в общей сложности дает около 20—30 % полной энергии КИФ, однако на некоторых конкретных длинах волн доминирует в КИФ.
Было показано, что ранее неизвестная популяция межгалактических звезд может объяснить КИФ, а также другие элементы диффузного внегалактического фонового излучения. Если бы межгалактические звёзды отвечали за всю фоновую анизотропию, эта популяция должна была бы быть очень многочисленной, но такая возможность пока не исключена наблюдениями и фактически могла бы также давать существенный вклад в наблюдаемую плотность тёмной материи.

## Помехи в измерениях КИФ
Наиболее важными источниками помех, накладывающихся в спектре на КИФ и препятствующих его изучению, являются следующие:
Передний план
- зодиакальный свет: тепловое излучение микроскопических частиц пыли в Солнечной системе (от ближнего до среднего инфракрасного диапазона);
- тепловое излучение малых астероидов в Солнечной системе (от ближнего до среднего инфракрасного диапазона);
- излучение диффузных волокнистых межзвёздных облаков («инфракрасных циррусов»[англ.]) в Галактике (дальний инфракрасный диапазон);
- галактические звезды низкой светимости (ближний ИК диапазон, λ < 20 мкм);
- инфракрасное излучение внутрикластерной пыли в Местной группе галактик.

Задний план
- реликтовое излучение (на очень длинных инфракрасных волнах, λ > 300 мкм).

Эти компоненты должны быть отделены для чёткого обнаружения КИФ. 